# Tipula bivittata
Tipula bivittata är en tvåvingeart som beskrevs av Pierre 1922. Tipula bivittata ingår i släktet Tipula och familjen storharkrankar.
Artens utbredningsområde är Marocko. Inga underarter finns listade i Catalogue of Life.